# Filotejev Kletorologij
Filotejev Kletorologij (grško: Κλητορολόγιον) je najdaljši in najpomembnejši seznam bizantinskih državnih uradnikov in njihove hierarhije na cesarskem dvoru (Taktika). Seznam je  septembra 899  objavil sicer neznan prōtospatarios in atriklinēs Filotej, ki je služboval na dvoru cesarja Leona VI. Modrega (866-912). Filotej je bil kot atriklinēs verjetno odgovoren za sprejemanje gostov na cesarskih slavnostnih prireditvah (klētoria) in njihovo razporejanje glede na njihov položaj v državni hierarhiji. V predgovoru k svojemu delo Filotej izrecno navaja, da je Kletorologij napisal zaradi natančne obrazložitve pravil na državnih slovesnostih, da je v njem naštel imena in hierarhijo vseh dostojanstvenikov, da ga je sestavil na osnovi starejše kletorologije in da priporoča njegovo uporabo ob cesarskem omizju.

## Vsebina
Filotejevo delo se je ohranilo samo kot priloga v 52. in 54. poglavju druge knjige kasnejše razprave o cesarskih slovesnostih z naslovom De ceremoniis, ki jo je napisal Konstantin VII. Porfirogenet (913-959). Razdeljeno je na štiri dele: 
- Prvi del je uvod, v katerem je kratek pregled vseh dvornih položajev in državnih uradnikov Bizantinskega cesarstva, ki so razdeljeni v pet kategorij: položaji za bradate, se pravi za moške, visoki državni položaji, nižji državni položaji v raznih uradih in ministrstvih, položaji za evnuhe in visoki državni položaji, rezervirani za evnuhe.[5]
- II. in III. poglavje opisujeta vrstni red, po katerem naj bi se uradniki sprejemali na državnih slovesnostih. V II. poglavju so našteti najvišji dostojanstveniki, ki lahko sedijo pri cesarjevi mizi, III. poglavje pa obravnava srednje in nižje  uradnike, poslanike drugih patriarhatov (Rim, Antiohija in Jeruzalem) in predstavnike tujih veleposlaništev (Arabcev, Bolgarov in Nemcev.[3][6]
- IV. del je najdaljši. Naslovljen je na dvornega atriklinēsa, kateremu svetuje, kako raporediti slovesnosti skozi vse leto, začenši s praznovanjem Božiča. Priložena sta tudi dva zaznamka. Pri govori o darilih, ki jih ob posebnih priložnostih poklanja cesar svojim uradnikom, drugi pa o plačah uradnikov atriklina.[3][6]
- Sledi kratka priloga (54. poglavje knjige De ceremoniis) s seznamom raznih cerkvenih  dostojanstvenikov in njihovo hierarhijo ter seznam sedežev škofij  Notitia Episcopatuum.[3]